# 화잉시

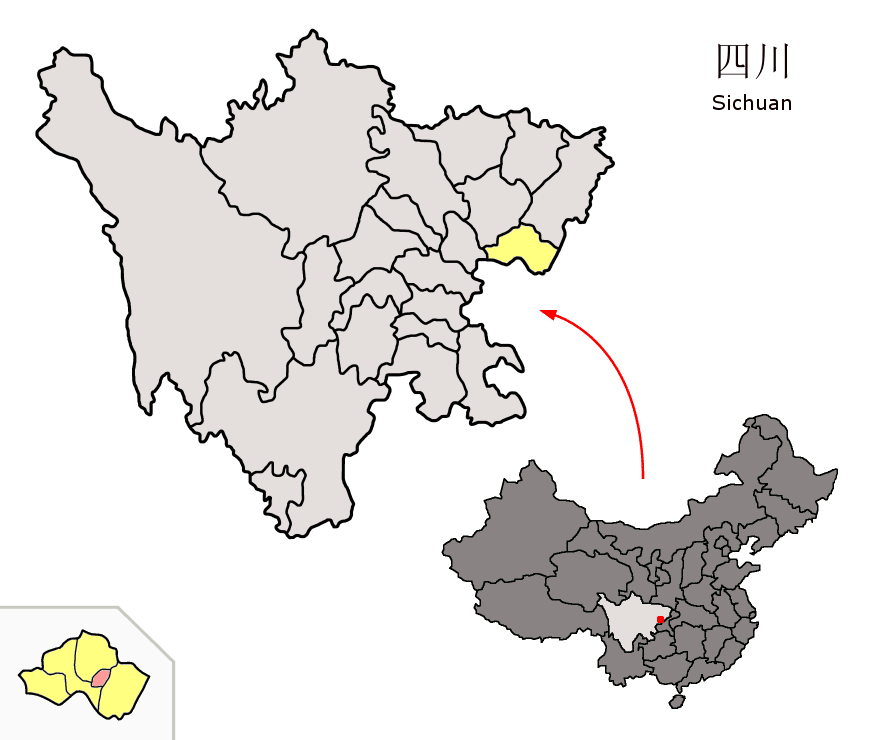
화잉 시의 위치

화잉시(한국어: 화형시, 중국어: 华蓥市, 병음: Huāyíng Shì)는 중화인민공화국 쓰촨성 광안 시의 현급 행정구역이다. 넓이는 466km2이고, 인구는 2007년 기준으로 350,000명이다.

## 기후
연평균 기온은 17.9°C이고 연평균 강수량은 1282mm이다.

## 행정 구역
3개 가도, 9개 진, 1개 향을 관할한다.
- 가도: 双河街道, 古桥街道, 华龙街道.
- 진: 天池镇, 禄市镇, 永兴镇, 明月镇, 阳和镇, 高兴镇, 观音溪镇, 溪口镇, 庆华镇.
- 향: 红岩乡.